# Precious Heart
「Precious Heart」（プレシャス・ハート）は、1989年11月15日にCBS・ソニーからリリースされた松田聖子の27枚目のシングル。

## 解説
前作「旅立ちはフリージア」より1年2ヶ月ぶりにリリースされたシングル。作曲は奥居香。作詞は松田本人で、海外進出の夢や自身の生き方を表す内容であり、後の全米進出の布石となっている。松田本人が出演したSUBARU「レックス ai」CMソング。
作曲の奥居曰く当初はBメロが転調していなかったがそのままでは全体の音域が広くなりすぎるためBメロを転調して調整したところ、そこがチャームポイントになったと自身のラジオ番組で後年振り返っている。
本曲のオリコンチャート最高位が2位止まりだったため、1980年の「風は秋色／Eighteen」以来継続していた連続1位記録は24作で途切れた。
2007年のカウントダウン・ライブ『SEIKO MATSUDA COUNT DOWN LIVE PARTY 2007-2008』で久々に歌われた。

## 収録曲
全作詞：Seiko Matsuda
1. Precious Heart[4分26秒]
  - 作曲：奥居香／編曲：笹路正徳
2. 恋の魔法でCatch Your Heart[4分59秒]
  - 作曲：井上ヨシマサ／編曲：大村雅朗

## 関連作品
- Precious Heart
  - Precious Moment
  - Bible
  - Bible III
  - Complete Bible
  - SEIKO SUITE
  - Premium Diamond Bible
  - Diamond Bible
  - SEIKO STORY〜80's HITS COLLECTION〜
  - Seiko Matsuda Hit Collection Vol.2
- 恋の魔法でCatch Your Heart
  - Complete Bible
  - Touch Me, Seiko II